# Eurostat
Az Eurostat az Európai Bizottság (EB) egyik főigazgatósága, amelynek székhelye Luxembourgban van. Fő célja megfelelő statisztikai információk biztosítása az Európai Unió (EU) intézményeinek, valamint a statisztikai módszerek harmonizációja a tagállamok, az EFTA-országok és a tagjelöltek között. A különböző országokban működő szervezetek, amelyek együttműködnek az Eurostattal, összegezhetők az Európai Statisztikai Rendszer fogalma alatt.

## Szervezet
Mint az Európai Bizottság egyik főigazgatósága, az Eurostat az EB Paolo Gentiloni vezette Gazdasági portfóliójának (korábban Adóügyi és vámunió, audit és a csalás elleni portfólió) része. Megbízott főigazgatója 2017 óta Mariana Kotzeva, a Bolgár Statisztikai Hivatal volt elnöke, korábban az Eurostat igazgatóhelyettese.

## Története
1953: Megalapítják az Európai Szén- és Acélközösség Statisztika Divízióját.
1958: Megalakul az Európai Közösség és az Eurostat előfutára.
1959: Felveszi az Európai Közösség statisztikai hivatala jelenlegi nevét, az Eurostatot. Megjelenik az első publikáció (agrárstatisztikai témában).
1960: Az első Közösségi Munkaerő Survey adatfelvétele.
1970: Kialakítják az Integrált Nemzeti Számlák Európai Rendszerét (European System of Accounts, ESA) és a gazdasági tevékenységek statisztikai besorolási szabványát az Európai Közösségben (Statistical Classification of Economic Activities in the European Community, NACE).
1974: Létrejön az első statisztikai adatbázis, a Cronos adatbankja.
1988: Az Európai Közösség elfogadja az első statisztikai információkról szóló irányelvet.
1989: Megalapítják a Statisztikai Programbizottságot (Statistical Program Committee). A Tanács elfogadja az első programot (1989–1992) mint a statisztikai információpolitika implementálásának eszközét.
1990: A Tanács elfogadja a megbízható adatok átadásáról szóló direktívát.
1991: Az Európai Gazdasági Térség megalapításával és a Maastrichti szerződés elfogadásával az Eurostat szerepe megnő.
1993: Az egységes piac okán az Eurostat tevékenysége kiterjed az EU-n belüli kereskedelemre is. Az Eurostat elkezd rendszeresen híreket publikálni.
1994: Megtörténik az első európai háztartáspanel-felvétel, mellyel a jövedelmet, a szegénységet, az egészségügyi helyzetet stb. elemzik.
1997: A Tanács elfogadja a Statisztikai Törvényt. Első alkalommal publikálják a Harmonizált fogyasztói árindexeket.
1998: Bejelentik az Európai Gazdasági és Monetáris Unió létrejöttét 11 tagországgal, így az Eurostat ezen országokról új indikátorokat közöl.
2002: Bevezetik január 1-jével az eurót - az Eurostat monetáris politikai statisztikákat gyűjt.
2003: Szabálytalanságokra gyanakodnak az Eurostatban, botrány robban ki.
2004: Minden statisztikai adat ingyenesen hozzáférhetővé válik kutatási célokra, kivételt ez alól a mikroadatok képeznek.
2005: Közösségi ajánlás a nemzeti és közösségi statisztikai hivatalok függetlenségéről, integritásáról és elszámoltathatóságáról.
2009: Elfogadják a statisztikai együttműködés új európai szabályozását.
2010: Az Unión belülről és kívülről is érkeznek kemény kritikák amiatt, hogy Görögország hogyan nyújthatott fals adatokat anélkül, hogy az Eurostat ezt észrevette volna. Az Európai Közösség utasította az Eurostatot, hogy vizsgálja felül a nemzeti kormányzati adatokat.

## Főigazgatók
| Név                         | Nemzetiség    | Időszak |
| --------------------------- | ------------- | ------- |
| Rolf Wagenführ              | Németország   | 1952–66 |
| Raymond Dumas               | Franciaország | 1966–73 |
| Jacques Mayer               | Franciaország | 1973–77 |
| Aage Dornonville de la Cour | Dánia         | 1977–82 |
| Pieter de Geus              | Hollandia     | 1982–84 |
| Silvio Ronchetti            | Olaszország   | 1984–87 |
| Yves Franchet               | Franciaország | 1987–03 |
| Michel Vanden Abeele        | Belgium       | 2003–04 |
| Günther Hanreich            | Ausztria      | 2004–06 |
| Hervé Carré                 | Franciaország | 2006–08 |
| Walter Radermacher          | Németország   | 2008–16 |
| Mariana Kotzeva (mb.)       | Bulgária      | 2017–   |

## Fő statisztikai tevékenységek
Az EU politikai mutatói
- Strukturális mutatók
- Euro-mutatók/ Európai fő gazdasági mutatók
- Fenntartható fejlődés mutatók

Gazdaság és pénzügy
- Nemzeti számlák (beleértve a GDP)
- ESA 95 Input-Output táblázatok
- Uniós pénzügyi számlák
- Államháztartási statisztikák
- Pénzügyi számlák
- Árfolyamok
- Kamatok
- Monetáris és egyéb pénzügyi statisztikák
- Harmonizált fogyasztói árindex (HICP)
- Fizetési mérleg

Ipar, kereskedelem és szolgáltatások
- A vállalkozások szerkezeti statisztikái
- A rövid távú üzleti statisztikák
- Idegenforgalom
- Iparcikkek (Prodcom)
- Információs társadalom

Külkereskedelem
Környezet és energia
- környezet
- energia

Általános és regionális statisztika
- A régiók és városok
- Nemzetközi együttműködés
- Együttműködés a mediterrán országokkal, Medstat program
- A tagjelölt és a potenciális tagjelölt országok

Népesség és szociális körülmények
- Népesség
- Egészségügyi (közegészségügy / egészség és biztonság a munkahelyen)
- Az oktatás és a képzés
- Munkaerő-piaci (beleértve LFS - munkaerő-felmérés)
- Életkörülmények és a szociális védelem
- Bűnözés és a büntető igazságszolgáltatás
- Kultúra

Mezőgazdaság és halászat
- Mezőgazdaság
- Erdészet
- Halászat
- Étel: a termőföldtől az asztalig

Közlekedés
Tudomány és technológia
Általános statisztikai tevékenységek az európai statisztikai rendszerrel kapcsolatban:
- Koordinálása és irányítása az európai statisztikai rendszernek
- A statisztikai módszertani koordináció és a kutatás
- Statisztikai minőség garantálása és jelentések

## Hozzáférés az Eurostat statisztikáihoz
A legfontosabb statisztikai adatok sajtóközleményekben jelennek meg. Az Eurostat az interneten minden délelőtt 11:00-kor hozza nyilvánosságra. Ebben az időpontban kapják meg a hírügynökségek is a publikációkat.
Az Eurostat adatbázisai ingyenesen elérhetők az interneten keresztül. A könnyebb kezelhetőségért a statisztikák egy hierarchikus navigációs fába vannak elrendezve.
A táblázatokat az különbözteti meg a multidimenziós adathalmazoktól, hogy a táblázatok adatai interaktív eszközökön is megjeleníthetők. Ezenkívül a különböző nyomtatott kiadványok megvásárolhatók, vagy elektronikus formában ingyenesen letölthetők az internetről vagy nyomtatott formában az EU-könyvesbolton keresztül. Általában csak a nagyobb nyomtatott kiadványokért kell fizetni.
2009 szeptembere óta az Eurostat teljesen úttörő a statisztikák elektronikus közzétételének módjában. Ez pedig a Statistic Explained program, amely, mint a Mediawiki, nyílt forráskódú szoftvereket használ, így nagyjából hasonló szerkezete és navigációja van. A Statistic Explained  azonban nemcsak egy terjesztési forma, hanem egy wikiplatform is, ami olyan kiadványok megírását segíti, mint az Eurostat Yearbook.

## Statisztikai adatok kutatási célú felhasználása
A mikroadatokat, amelyek elvileg lehetővé teszik azonosítását a statisztikai egységben (pl. egy személy a munkaerő-felmérésben vagy a vállalati innovációs statisztikában) szigorúan bizalmasan kezelik. A szigorú biztonsági eljárások anonimizált adatállományokat biztosítanak a kutatóintézeteknek.

## További Információk
- ec.europa.eu/eurostat – hivatalos honlap